# Eklezjologia
Eklezjologia (gr. ekklesia – Kościół, logos – słowo, nauka) – nauka o Kościele, nazywana także teologią Kościoła. Twórcą tego terminu jest Angelus Silesius. W ujęciu naukowym oznacza naukę o genezie, istocie, cechach, strukturach, zadaniach i celach Kościoła.

## Katolicka
W teologii katolickiej jest jednym z podstawowych traktatów.
Rodzaje
- dogmatyczna – czyli właściwa. Ujmuje Kościół z punktu widzenia dogmatyki.
- apologetyczna – niekiedy nie odróżniana od dogmatycznej. Próbuje udowodnić boskie pochodzenie Kościoła.
- kanonistyczna – dopatruje się relacji między Kościołem jako misterium a jego prawem.
- pastoralna – widzi Kościół jako misterium miłości Boga urzeczywistniające się przez przepowiadanie słowa Bożego, katechizację i sakramenty.
- socjalna – podkreśla społeczny i publiczny wymiar Kościoła.
- liturgiczna – widzi realizację Kościoła w życiu chrześcijan przez liturgię, przede wszystkim przez Eucharystię.
- moralna – ujmuje Kościół w kluczu etyczno-moralnym jako miernik norm postępowania człowieka.

Metody
- aprioryczna – inaczej pisteologiczna (gr. pistis – wiara). Wychodzi od wiary, w jej świetle bada Biblię i Tradycję i na tej podstawie próbuje wydobyć prawdziwy obraz Kościoła.
- znamion – identyfikuje Kościół na podstawie jego cech (znamion): jedności, świętości, powszechności i apostolskości.
- fenomenologiczna – albo empiryczna. Próbuje ujmować Kościół tak, jak jawił się on pierwszym chrześcijanom.
- historyczna – widzi Kościół w kontekście wszystkich wymiarów historii ludzkiej i dziejów zbawienia. Wychodzi od historycznego fenomenu Jezusa Chrystusa oraz obecności Ducha Świętego w historii ludzkiej.
- personalistyczna – widzi Kościół jako wielkość osobową, która realizuje się w przestrzeni osobowej i międzyosobowej.

## Prawosławna
Z prawosławnego punktu widzenia, Cerkiew jest jedna, choć występuje pod wieloma postaciami. Eklezjologia operuje pojęciami wielopostaciowości i jedności w tej wielości. Według teologów prawosławnych, nie powinno się dążyć do ujednolicenia tej wielopostaciowości (model rzymskokatolicki), ani do jej dalszego rozdrobnienia (model protestancki). Stąd, w kanonicznym sensie, można mówić o Cerkwi (Kościele) jak i o Kościołach.
Nie ma zgody między Patriarchą Moskwy i Patriarchatem Ekumenicznym Konstantynopola w kwestii separacji eklezjologicznego i teologicznego zwierzchnictwa.